# Veronica Redd
Veronica Redd (* 8. August 1948 in Washington, D.C.) ist eine US-amerikanische Schauspielerin, die hauptsächlich für ihre Rolle der Mamie Johnson in der US-amerikanischen Daily Soap Schatten der Leidenschaft bekannt ist.
Nachdem die afroamerikanische Schauspielerin in New York City am Theater gespielt und mit einem Drama Desk Award ausgezeichnet worden war, zog sie 1976 nach Los Angeles. Ein Jahr später hatte sie ihren ersten Gastauftritt in einer Primetime-Serie in Die Jeffersons als Georges alter Freund Eddie, der nach einer geschlechtsangleichenden Operation nun Edie heißt. Dies war der erste Auftritt einer Transperson in einer US-amerikanischen Sitcom. In den folgenden Jahren spielte Redd viele weitere Gastauftritte in Fernsehserien, aber auch Nebenrollen in Mini-Serien, TV- und Kinofilmen.
1990 übernahm sie von Marguerite Ray die Rolle der Haushälterin Mamie Johnson in der US-amerikanischen Soap Schatten der Leidenschaft. Dies gestaltete sich als anspruchsvoll, da sie 17 Jahre jünger war als Ray und ihr Verhalten entsprechend anpassen musste. Sie spielte die Rolle bis 1995 und erneut von 1999 bis 2004. Seit September 2023 ist sie wieder regelmäßig in dieser Rolle zu sehen.
Redd lehrte Schauspiel am Center for Performing Arts in Los Angeles.

## Filmografie (Auswahl)
- 1986: Johnnie Mae Gibson: FBI
- 1987: Sturz ins Dunkel – Die Geschichte einer Mutter (Convicted: A Mother's Story)
- 1988: Süchtig (Clean and Sober)
- 1989: The Women of Brewster Place
- 1989: Heart and Soul
- 1991: The Five Heartbeats
- 1990–1995: Schatten der Leidenschaft (The Young and the Restless)
- 1999–2004: Schatten der Leidenschaft (The Young and the Restless)
- 2001: Blue Hill Avenue
- seit 2023: Schatten der Leidenschaft (The Young and the Restless)